# Перлова мечеть (Делі)

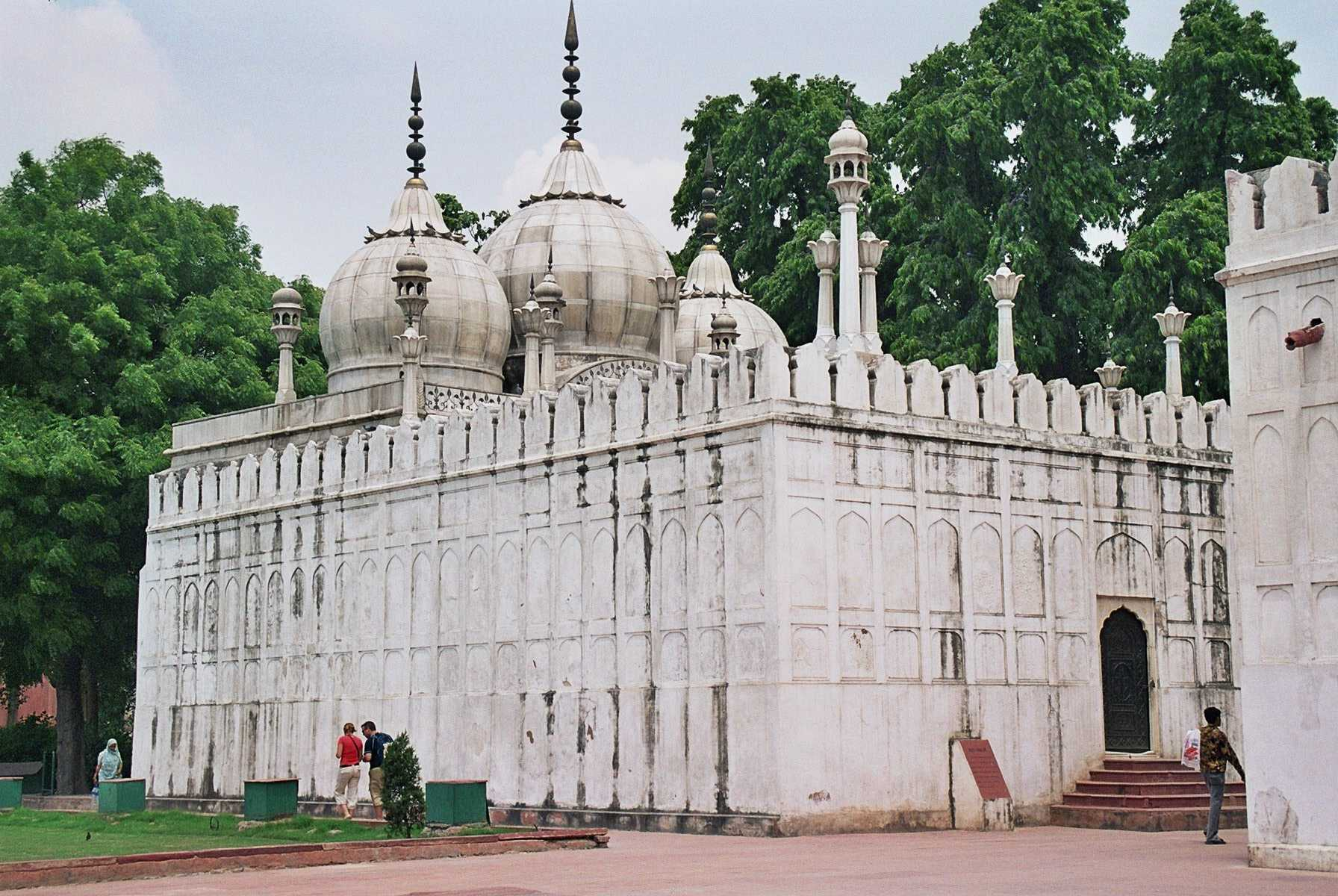
Перлова мечеть

Перло́ва мече́ть (гінді मोती मस्जिद, урду موتی مسجد) — біла мармурова мечеть у Червоному форті, Делі, Індія.
Побудована імператором Ауранґзебом у 1659–1660.